# Liesbet Sommen
Liesbet Sommen (ur. 13 kwietnia 1984 w Turnhout) – belgijska i flamandzka polityczka, deputowana do Parlamentu Europejskiego X kadencji.

## Życiorys
Absolwentka nauk politycznych na Katholieke Universiteit Leuven. Zaangażowała się w działalność polityczną w ramach partii Chrześcijańscy Demokraci i Flamandowie. Była zatrudniona w jej frakcji w Senacie, wchodziła później w skład gabinetów politycznych takich polityków jak Steven Vanackere, Pieter De Crem i Kris Peeters. Pracowała też w instytucji ubezpieczeniowej Christelijke Mutualiteit oraz jako szkoleniowiec w organizacji pozarządowej KlimaatContact.
W 2024 kandydowała w wyborach europejskich z drugiego miejsca na liście flamandzkich chadeków, uzyskując w wyniku głosowania mandat eurodeputowanej X kadencji.